# Schoepf Albin
Schoepf Albin (angolul: Albin Francisco Schoepf) (Podgórze Malopolske, Krakkó ikervárosa, 1822. március 1. – Hyattsville, Maryland, 1886. május 10.) osztrák és lengyel származású magyar honvédőrnagy, amerikai dandártábornok.

## Életpályája
Apja osztrák hivatalnok, anyja lengyel származású nő volt, (második neve lengyelül Franciszek) így született ő Krakkó ikervárosában, Podgórzéban. Katonai pályára lépett, 1841-ben végezte el a bécsi katonai akadémiát, tüzér hadnagy lett az osztrák hadseregben, majd az 1848-49-es magyar szabadságharcban dezertált a császári hadseregből és közlegényként belépett a Lengyel légióba. Hamarosan őrnagyi rangra emelkedett. A világosi fegyverletétel után ő is menekülni kényszerült, Bem Józseffel eljutott a szíriai Aleppóba, ahol tanításból tartotta fenn magát.
1851-ben érkezett meg Amerikába üres zsebbel, ajánlólevél nélkül, mint Kende Géza jelzi, még azt sem használta fel a maga javára, hogy politikai menekült. New Yorkból Washingtonba ment, ott egy előkelő szálloda éppen boyt keresett, Schoepf elvállalta az állást, s cipelte a vendégek csomagjait. A szállodának egyik állandó vendége volt Joseph Holt, a washingtoni szabadalmi hivatal vezetője, akinek feltűnt az intelligens, ápolt kezű alkalmazott, s szóba elegyedett vele, meghallgatta élettörténetét, kisebb állást szerzett neki a szabadalmi hivatalban.
Szorgalmával, okosságával megnyerte főnökei bizalmát, és amikor Joseph Holt James Buchanan elnök kabinetjében hadügyminiszter lett, maga mellé vette munkatársnak, ahol már katonai képzettségét is tudta hasznosítani. A amerikai polgárháború kitörése után tábornokká nevezték ki, és rábíztak egy hadosztályt előbb Kentucky államban, majd Charles Champion Gilbert generális 3-ik hadtestében. 1863-tól New Castle közelében a Fort Delaware erőd parancsnoki tisztét töltötte be. Legnevezetesebb haditette a konföderációs csapatok legyőzése és megfutamítása volt 1862. január 1-én, a Mill Springs-i ütközetben. Ez a győzelem nyitotta meg az utat az uniós seregeknek Tennessee állam keleti részébe. Schoepf harci eredményét nagyra értékelte a szenátus, ezért jóváhagyták tábornoki kinevezését.
Vasváry Ödön információi szerint Schoepf az amerikai polgárháború alatt is kiváló katonai vezető volt, de az osztrák seregben uralkodó túlzott szigort alkalmazta, ami sem az önkéntes katonáknak, sem a tisztjeinek nem tetszett, amikor ezt szóvá tették neki, akkor felajánlotta lemondását, amit el is fogadtak, s így lett belőle erődparancsnok. Vida István Kornél jelzi Schoepf egészségi állapotának megrendülését is, amely alkalmatlanná tette közvetlen harctéri szolgálatra. Nyilván elsősorban ez a körülmény járult hozzá ahhoz, hogy 1863. április 14-én kinevezték a Delaware folyó egyik szigetén levő Fort Delaware erődben működő börtön parancsnokának. Munkáját mindenki, még a börtönben raboskodó konföderációs foglyok megelégedésére végezte. 1866 januárjában szerelt le.
A amerikai polgárháború befejezése után a washingtoni szabadalmi hivatalban főellenőri állást kapott. Tekintélyes, népszerű ember volt, szívesen látták vendégül előkelő körökben. Feltehetően gyomorrákban szenvedett, hosszú évekig betegeskedett, A Washington melletti hyattville-i otthonában érte a halál 1886. május 10-én, a washingtoni Kongresszusi temetőben (Congressional Cemetery) nyugszik.

## Magánélete
1855-ben nőül vette Julia Bates Kesley-t (1837–1914), házasságukból tizenkét gyermek született, közülük nyolcan érték meg a felnőttkort. Albin Francisco )1860-1929), Joseph Holt (1861-1927), William Kesley (1864-1927), Emma (1869-), Alice Wallach (1871-1922) Theodore (1875-), Alexander Moore , Frank és Lilly